# Signo de Lasègue
El signo de Lasègue o prueba de Lasègue es una prueba hecha durante un examen físico para determinar si un paciente con lumbalgia tiene una hernia discal, normalmente localizado en L5 (quinto nervio lumbar espinal). El signo es positivo si la flexión provoca dolor.

## Técnica
Con el paciente acostado sobre su espalda en una camilla, el examinador levanta la pierna del paciente manteniéndola extendida.
Una variación es levantar la pierna mientras el paciente se encuentra sentado. Sin embargo, esto reduce la sensibilidad de la prueba.

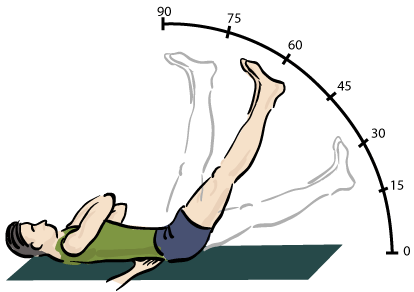
Test de Lasègue usado para ayudar al diagnóstico de una hernia lumbar.

## Interpretación
Si el paciente experimenta dolor ciático cuando la pierna estirada está en un ángulo entre 30 y 70 grados, entonces la prueba es positiva y es probable que un disco herniado sea la causa del dolor.
Un metaanálisis encontró una efectividad de:
- sensibilidad 91%
- especificidad 26%

Si levantar la pierna opuesta produce dolor:
- sensibilidad 29%
- especificidad 88%

## Signo de Lasègue
El signo de Lasègue se llamó así por Charles Lasègue (1816-1883). En 1864 Lasègue describió los signos de un dolor lumbar mientras se ponía tiesa la rodilla cuando la pierna ha sido ya levantada. En 1880 el doctor serbio Laza Lazarević describió la prueba como es usado hoy en día, por lo que es conocido como el signo de Lazarević en Serbia y algunos otros países.